# ナツカレ★バケーション
「ナツカレ★バケーション」は、SUPER☆GiRLSの22枚目のシングル。2019年（令和元年）6月12日にiDOL Streetから発売された。

## 概要
CD+Blu-ray Disc、CDのみ、ミュージックカードの3種62形態で発売。2019年1月に新体制となってから2枚目のシングルで、令和改元後初のシングル。阿部夢梨が自身初のセンターを務める。
表題曲「ナツカレ★バケーション」は、2019年3月24日にMt.RAINIER HALL SHIBUYA PLEASURE PLEASUREにて行われた、新体制となってから初のワンマンライブ『超絶FM presents SUPER☆GiRLS LIVE 2019』で初めて披露された。作詞は前作「コングラCHUレーション!!!!」や「花道!!ア〜ンビシャス」「華麗なるV!CTORY」などを手がけたLitz、作曲は「ラブサマ!!!」「恋☆煌メケーション!!!」「スイート☆スマイル」等を手がけた多田慎也が担当している。また、新ビジュアルやミュージックビデオを、2013年発売の「常夏ハイタッチ」以来となる海外（タイ）で撮影を行ったことが発表されている。
カップリングは、2011年発売のシングル「MAX!乙女心/Happy GO Lucky!〜ハピ☆ラキでゴー!〜」より「MAX!乙女心」、2016年発売の「ラブサマ!!!」より表題曲「ラブサマ!!!」を、2019年時点でのメンバーで再録したバージョンが収録されている。

## 収録曲

### CD
1. ナツカレ★バケーション [4:49]
作詞：Litz 、作曲：多田慎也、編曲：島田尚
2. MAX!乙女心 2019 [4:35]
作詞：BOUNCEBACK、作曲：松田純一、編曲：鈴木Daichi秀行
3. ラブサマ!!! 2019 [4:41]
作詞・作曲：多田慎也、編曲：板垣祐介
4. ナツカレ★バケーション (Instrumental )
5. MAX!乙女心 2019 (Instrumental)
6. ラブサマ!!! 2019 (Instrumental)

### Blu-ray Disc
1. ナツカレ★バケーション (Music Video)
2. ナツカレ★バケーション (Music Video Making)
3. ナツカレ★バケーション (Music Video 個人サビver.)

## 音楽配信
表題曲「ナツカレ★バケーション」はダウンロード・ストリーミングとも5月4日に先行配信された。但し、ハイレゾ音源とMVは先行配信の対象外となった。SUPER☆GiRLSで先行配信があったのは「スイート☆スマイル」以来である。
CDの発売日にあたる6月12日に全曲配信およびMVの配信開始。同時に、YouTube Premium会員はYouTubeでフルバージョンのMVを見ることができるようになった。一方、ハイレゾ音源の配信開始は遅れ、6月13日以降に配信を開始した。
太字の配信サービスはハイレゾ音源を配信している。「MV」は「ナツカレ★バケーション」のMVも配信していることを示す。

## イベント
今作のリリースイベントから、特典会として従来のグループ別握手会に加え、グループ別撮影会が追加された。
| 日程                        | 公演名                      | 会場                                      | 備考 |
| --------------------------- | --------------------------- | ----------------------------------------- | --- |
| 2019年4月20日               | リリースイベント            | くずはモール                              | ミニライブ・グループ握手会・グループ撮影会。2部制。                                                                                                 |
| 4月21日                     | リリースイベント            | 金沢フォーラス                            | ミニライブ・グループ握手会・グループ撮影会。1部制。石橋・阿部・長尾が参加。                                                                         |
| 4月21日                     | リリースイベント            | タワーレコード京都                        | トークショー・グループ握手会・グループ撮影会。1部制。石橋・阿部・長尾・門林・松本が参加。                                                           |
| 4月29日・5月11日・6月12日   | リリースイベント            | ららぽーと豊洲                            | ミニライブ・グループ握手会・グループ撮影会。各日2部制（6月12日は1部制）。                                                                           |
| 4月30日・6月16日            | リリースイベント            | ららぽーと横浜                            | ミニライブ・グループ握手会・グループ撮影会。各日2部制（6月12日は1部制）。                                                                           |
| 5月4日                      | リリースイベント            | モラージュ柏                              | ミニライブ・グループ握手会・グループ撮影会。各日2部制（6月12日は1部制）。                                                                           |
| 5月5日                      | リリースイベント            | ららぽーと海老名                          | トークショー・グループ握手会・グループ撮影会。2部制。阿部・長尾・井上・坂林・樋口・門林が参加。                                                     |
| 5月6日                      | リリースイベント            | HMVエソラ池袋                             | トークショー・グループ握手会・グループ撮影会。2部制。渡邉・石橋・金澤・石丸・松本が参加。                                                           |
| 5月18日                     | リリースイベント            | 昭島モリタウン                            | ミニライブ・グループ握手会・グループ撮影会。各日2部制。25日は渡邉が不参加。                                                                         |
| 5月25日・6月15日            | リリースイベント            | ららぽーと立川立飛                        | ミニライブ・グループ握手会・グループ撮影会。各日2部制。25日は渡邉が不参加。                                                                         |
| 6月11日                     | リリースイベント            | 東京ドームシティ ラクーアガーデンステージ | ミニライブ・グループ握手会・グループ撮影会。1部制。                                                                                                 |
| 5月5日・6日(・12日)・6月9日 | ネットサイン会              | LINE LIVE                                 | 5月5日は渡邉幸、石橋、長尾、金澤、石丸、松本が参加。5月6日は阿部、坂林、井上、門林が参加。樋口は体調不良のため5月6日をキャンセルし、5月12日に振替。 |
| 6月23日                     | 楽天BOOKSスペシャルイベント | アレーナホール                            | ミニライブ・個別握手会・個別ロング握手会・個別撮影会。2部制。楽天BOOKSでの参加券付き商品購入者対象。                                                |
| 7月6日                      | mu-moショップイベント       | 大阪南港ATC                               | 個別握手会3部制・個別撮影会2部制・グループ撮影会2部制・オシバトゲーム会1部制・VIP会1部制。 mu-moショップでの参加券付き商品購入者対象。              |
| 7月14日                     | mu-moショップイベント       | エイベックスビル                          | 個別握手会3部制・個別撮影会2部制・グループ撮影会2部制・オシバトゲーム会1部制・VIP会1部制。 mu-moショップでの参加券付き商品購入者対象。              |

※他、各イベントにおいて予約購入者対象の握手会も開催。